# La dama blanca
La dame blanche (La dama blanca) es una ópera en tres actos de François-Adrien Boïeldieu, con libreto de Eugène Scribe, basado en episodios de al menos cinco novelas diferentes del escritor escocés Sir Walter Scott, entre ellas El monasterio y Guy Mannering. Se estrenó en el Teatro Nacional de la Opéra-Comique de París el 10 de diciembre de 1825. En Cataluña se estrenó en el Teatre dels Camps Elisis de Barcelona el 23 de junio de 1866.
La dame blanche incorpora elementos del Romanticismo gótico, incluyendo ambientes típicos escoceses, una heredera desaparecida, un castillo misterioso, una fortuna oculta y un fantasma, en este caso bondadoso. Fue una de las primeras óperas de éxito sobre tema escocés, al que posteriormente siguieron Lucia di Lammermoor, I puritani y La jolie fille de Perth. También fue uno de los primeros intentos de introducción del elemento fantástico en la ópera.
Actualmente ha desaparecido de los escenarios, aunque Marc Minkowski ha ayudado a revivirla en los escenarios franceses y hay grabaciones disponibles.  
El aria más a menudo interpretada en recitales corresponde al tenor "Viens, gentille dame", una pieza nocturna. Otros momentos musicales de categoría son la obertura, con el tema de la «Dama blanca», los couplets de Jenny, el aria de George "Ah quel plaisir d'être soldat" y la balada de la anciana Margarita.
Esta ópera rara vez se representa en la actualidad; en las estadísticas de Operabase aparece con sólo 1 representación en el período 2005-2010.

## Grabaciones seleccionadas
- 1962 - Michel Sénéchal (Georges Brown), Françoise Louvay (Anna), Jane Berbié (Jenny), André Doniat (Dickson), Adrien Legros (Gaveston), Geneviève Baudoz (Marguerite) - Orquesta Sinfónica y Coro de París, Pierre Stoll (director) - (Accord)
- 1964 - Nicolai Gedda, Mimi Aarden,  Sophia Van Sant,  Guus Hoekman,  Erna Spoorenberg, Henk Drissen y Franz Vroons con Jean Fournet dirigiendo y el Coro y Orquesta de Radio Hilversum. Tiene dos ediciones: Melodram n.º de catálogo: 50033 - Opera D'Oro n.º de catálogo: 1364[3]
- 1996 - Rockwell Blake (Georges Brown), Annick Massis (Anna), Mireille Delunsch (Jenny), Jean-Paul Fouchécourt (Dickson), Laurent Naouri (Gaveston), Sylvie Brunet (Marguerite), dirigidos por Marc Minkowski con el Coro de Radio France y el Conjunto Orquestal de París (EMI Classics)